# Nivelles
Ne doit pas être confondu avec Nivelle.
Nivelles (en néerlandais Nijvel, en wallon Nivele) est une ville francophone de Belgique située en Région wallonne dans la province du Brabant wallon, chef-lieu de l'arrondissement administratif et judiciaire de Nivelles.
Nivelles est la capitale du Roman Païs de Brabant. Le 1er janvier 2025, elle comptait 29 429 habitants, appelés Nivellois ou parfois Aclots,.
Sa latitude est de 50 ° 35' N, pour une longitude de 4 ° 19' E et une altitude de 65 à 167 mètres. Une superficie de 6 060 hectares lui confère une densité de 478 habitants au kilomètre carré. Elle est située en aval par rapport aux campagnes environnantes.

## Géographie

### Composition
La commune de Nivelles est constituée, depuis la fusion des communes, des anciennes communes de Nivelles, Baulers, Monstreux, Bornival et Thines.

### Hydrographie
La commune de Nivelles est traversée par le cours d'eau la Thines qui prend sa source au sud du zoning sud puis traverse les villages de Baulers et de Thines.

### Sections de la commune
| # | Nom       | Superf. (km²) | Habitants (2020) | Habitants par km² | Code INS |
| - | --------- | ------------- | ---------------- | ----------------- | -------- |
| 1 | Nivelles  | 34,85         | 25.783           | 740               | 25072A   |
| 2 | Baulers   | 10,80         | 1.832            | 170               | 25072B   |
| 3 | Thines    | 7,44          | 596              | 80                | 25072C   |
| 4 | Monstreux | 3,15          | 345              | 109               | 25072D   |
| 5 | Bornival  | 4,59          | 323              | 70                | 25072E   |

### Communes limitrophes
| Ittre           | Braine-l'Alleud |                  |
| Braine-le-Comte | Nivelles        | Genappe          |
| Seneffe         | Pont-à-Celles   | Les Bons Villers |

### Géologie

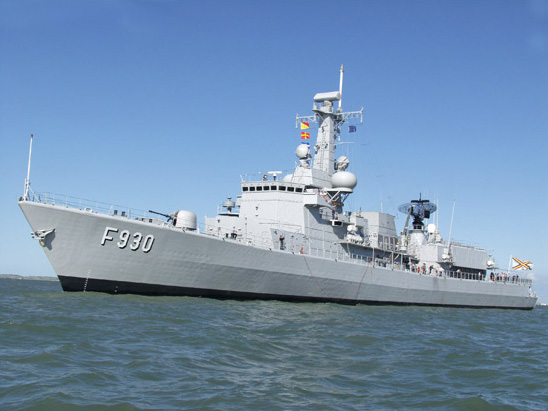
Nivelles est la ville marraine de la frégate belge Léopold Ier.

- À Nivelles, il y a un filon d'eurite, une roche d'origine magmatique acide. Ce filon forme une étroite bande à Nivelles du lieu-dit Campagne de la Rose jusque dans le centre de la ville. L'eurite est présente dans les murs de la collégiale Sainte-Gertrude de Nivelles. Cette roche de couleur claire est constituée de cristaux de quartz et de feldspath.

La désagrégation de l'eurite donne du kaolin, une argile blanche friable et réfractaire. Celle-ci est une matière première utilisée pour la fabrication de la faïence, de la porcelaine, et du papier.

## Démographie

### Démographie: Avant la fusion des communes
- Source: DGS recensements population

### Démographie: commune fusionnée
En tenant compte des anciennes communes entraînées dans la fusion de communes de 1977, on peut dresser l'évolution suivante :
Les chiffres des années 1831 à 1970 tiennent compte des chiffres des anciennes communes fusionnées.
- Source: DGS , de 1831 à 1981=recensements population; à partir de 1990 = nombre d'habitants chaque 1 janvier

## Histoire

### Les origines

#### Préhistoire
Au Paléolithique (environ 35 000 ans av. J.-C.), on trouve déjà dans la région des matériaux lithiques.
Au Mésolithique (8 000 ans av. J.-C.), la région est alors recouverte de forêts. La présence de chasseurs est attestée par la découverte de matériel à tendance tardénoisienne(quoi ?).
Au Néolithique, on trouve la présence d'agriculteurs sans doute des peuples originaires du Danube. L'Homme se sédentarise au sein de villages aux maisons de bois et de torchis.
À l'Âge du bronze et du fer : les fouilles de Thines et de Baudémont montrent que la population reste principalement agricole.

#### Époque romaine
À l'époque romaine : la conquête par les armées de César n'apporte pas de changement, la région est toujours vouée à l'agriculture. Il faut attendre la fin du Ier siècle pour une réelle romanisation. Tant dans les grands domaines comme le complexe de la Tournette que dans les petites métairies comme celle de la Vieille Cour à Thines, l'influence de Rome et les bienfaits de techniques nouvelles se font alors sentir : céramique, métallurgie, construction en dur et produits de luxe... La région est favorisée par la proximité de la grande chaussée Bavay-Cologne.
Vers 275, l'invasion barbare traverse le pays et modifie l'aspect des campagnes qui seront désertées. La plupart des villae (ou fermes) sont détruites par incendie.

#### Moyen Âge
Au milieu du VIIe siècle, le territoire de la ville actuelle de Nivelles se situe au cœur de l'Austrasie franque. Les maires du palais de la dynastie des Mérovingiens deviennent peu à peu propriétaires de vastes domaines agricoles sur lesquels ils règnent en maîtres. Ainsi, le maire du palais, Pépin de Landen, possède une immense villa de quelque 7 800 hectares sur le territoire de l'actuelle ville de Nivelles et des villages environnants. Il meurt en 640, laissant une veuve, Itte Idoberge (ou Itte de Nivelles), originaire d'Aquitaine, et quatre enfants : Grimoald Ier Ier, Begge d'Andenne, Bavon de Gand et Gertrude de Nivelles.
Entre 647 et 650, l'évêque de Maastricht, Amand, lui aussi originaire d'Aquitaine, persuade Itte de fonder un monastère double, c'est-à-dire une communauté d'hommes et de femmes qui trouve un abri dans les murs de la villa de Pépin. Gertrude, la fille de Itte, devient la première abbesse de l'abbaye de Nivelles. Le premier oratoire, dont on a découvert les restes sous la collégiale, était dédié à saint Pierre. C'est là que l'on enterre les membres de la communauté (l'abbesse sainte Gertrude en 659, Ermentrude, vers l'an 1000, petite-fille du roi des Francs Hugues Capet). Le second oratoire, dédié à saint Paul, est réservé à la communauté masculine. Quant à l'oratoire dédié à Notre-Dame, il est réservé à la communauté féminine.
Gertrude meurt en 659 et est enterrée dans la chapelle funéraire dédiée à saint Pierre. La présence de cette tombe abbatiale va conditionner toute l'évolution architecturale de l'église : l'afflux des pèlerins entraîne des adaptations et des agrandissements continuels. Le prestigieux édifice roman, consacré en 1046 par l'évêque de Liège Wazon en présence de l'empereur Henri II du Saint-Empire, n'est que l'ultime étape de cette évolution.

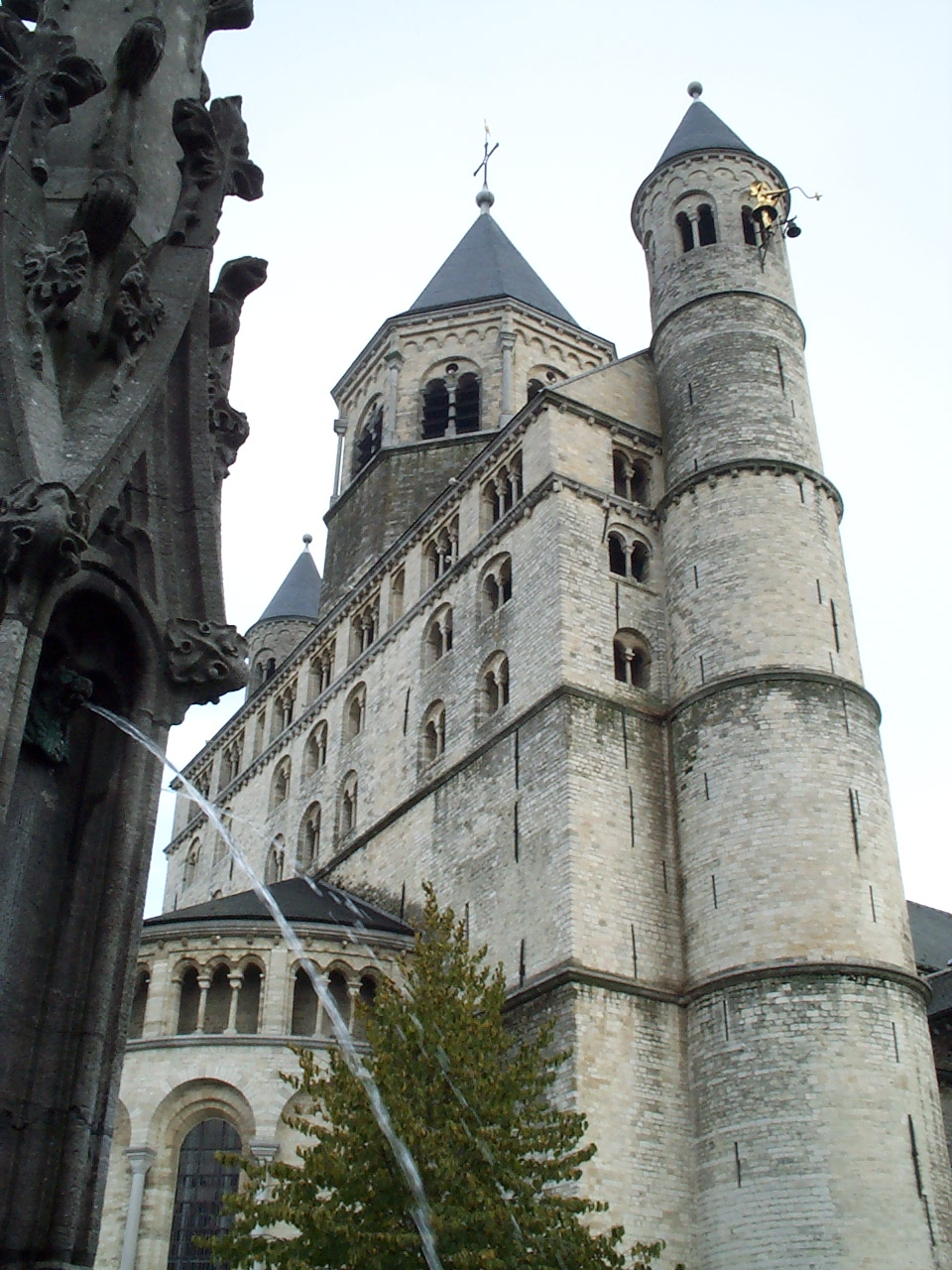
La collégiale Sainte-Gertrude de Nivelles, vue depuis la fontaine-perron.

Quant à l'abbaye, fondée par des membres de la famille des maires du palais, elle devient abbaye impériale par l'accession au trône de leurs descendants.
Le XIe siècle constitue l'apogée de l'abbaye. Le domaine étend ses possessions en Frise, en Zélande, dans la vallée de la Moselle et jusqu'au Rhin. À Nivelles, une ville se forme autour du noyau que constitue l'abbaye : un vicus (agglomération marchande) sous Charles II le Chauve (IXe siècle), un burgus vel villa (XIe siècle), un oppidum (XIIe siècle - avant 1182) avec un rempart long de près de deux kilomètres, percé de sept portes et flanqué de onze tours.
Au XIIIe siècle, la ville est sous la protection des ducs de Brabant.
L'axe commercial principal de la région est à l'origine un axe nord-sud s'étendant jusqu'en Angleterre. Il se déplace sur l'axe est-ouest, soit la voie Cologne-Bruges. La ville atteint alors, en un très court délai, un niveau de prospérité tel qu'elle ne pourra pas le maintenir, se voyant supplantée par les autres communes du Brabant.
À Nivelles, les véritables représentants de l'autorité communale sont les jurés, les rentiers et les maîtres des métiers qui apparaissent au XIVe siècle ; ils s'occupent tant des finances que des fortifications et des travaux publics. Les échevins auront de l'importance plus tard.
En 1262, le soulèvement de la « commune » de Nivelles les habitants affrontent l'autorité abbatiale, jusqu'en 1265 ; chartes et traités conclus avec d'autres villes ainsi que le sceau communal créés pour la circonstance sont finalement détruits.
Le règne de la duchesse Jeanne de Brabant marque la période de la plus grande puissance de la commune nivelloise. Les concessions qu'elle obtient, tant de la souveraine du Brabant que des abbesses, assurent le renforcement définitif de ses libertés.

### Époque moderne

#### Période espagnole (1555-1713)
En 1578, la ville est assiégée et prise par les troupes espagnoles de Charles de Mansfeld. En 1647, l'émeute provoquée par les fabricants de fil, suivis aussitôt par leurs ouvriers, va inciter un grand nombre d'artisans à gagner les régions de Cambrai et de Valenciennes, exil qui va coûter très cher aux activités économiques de la ville. Les guerres transforment les Pays-Bas espagnols en un immense champ de bataille et Nivelles n'échappe pas aux occupations militaires successives.

#### Période autrichienne (1713-1795)
Le régime autrichien apporte des réformes d'ordre administratif, ecclésiastique, institutionnel et judiciaire. Ainsi, le règlement de 1778 supprime le corps des jurés et restitue aux échevins leurs prérogatives. Le nouveau magistrat ne résiste cependant pas aux réformes voulues par Joseph II ainsi qu'à la tourmente révolutionnaire. Le réseau des voies de communication routière s'améliore. Durant la révolution brabançonne, le parti de Henri van der Noot triomphe à Nivelles où l'on s'efforce d'anéantir toutes les réformes introduites par Joseph II.

### Époque contemporaine

#### Période française (1795-1815)
La période française se traduit par la rupture définitive avec l'Ancien Régime et la naissance d'une démocratie moderne. Les remparts sont détruits par les Français entre 1810 et 1812, ne laissant subsister que des fragments du mur d'enceinte et la Tour Simone (ou tour du Diable), encore visitable de nos jours.

#### Belgique indépendante

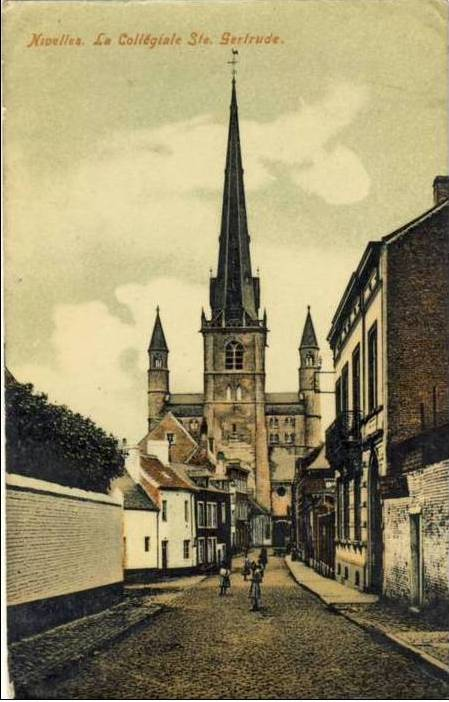
La collégiale Sainte-Gertrude avec l'ancienne flèche détruite en 1940. Carte postale du début du XXe siècle.

À la révolution belge de 1830, la ville de Nivelles est l'une des premières à envoyer à Bruxelles un groupe de patriotes, qui se distingue par leur ardeur au combat.
La révolution industrielle, caractérisée notamment par l'avènement de la mécanisation, va faire de Nivelles un pôle industriel appréciable à travers la montée en régime de la Société anonyme la Métallurgique, future La Brugeoise et Nivelles, spécialisée dans la chaudronnerie en général, la construction métallique et surtout le matériel de chemin de fer, dont des locomotives électriques encore en service de nos jours. L'année 1988 lui sera cependant fatale pour d'obscures raisons communautaires, malgré l'intérêt porté par la firme Bombardier.
Nivelles est reliée au rail depuis 1854 (ligne 141, de Manage à Court-Saint-Étienne via Genappe) et, en 1874, après plusieurs tractations, la ligne directe de Bruxelles à Luttre est mise en service, avec elle ouvre la gare de l'Est, actuelle gare de Nivelles. La ligne 141 et la gare de Nivelles-Nord ont fermé aux voyageurs dans les années 1950 et disparu dans les décennies suivantes.
En début de XXe siècle, Nivelles est une ville de province calme avec de petits moyens. La Première Guerre mondiale va porter un premier coup aux efforts consentis, mais pas de manière vraiment durable.
La nuit du 3 au 4 février 1920, un incendie à l'école normale de Nivelles tue cinq élèves et un maître. Le directeur, M. Victor Deprez, meurt de chagrin quelques jours plus tard. Une tombe commune est érigée au cimetière de Nivelles tandis qu'une plaque commémorative figure à l'entrée de l'école normale (Haute École P-H. Spaak).
La Seconde Guerre mondiale va marquer de façon indélébile tant la ville elle-même que sa population. Le 14 mai 1940, tout est détruit par l'aviation allemande dans un rayon de 300 m, à quelques rares exceptions près, autour d'une collégiale dont il ne reste plus que les murs.
La politique économique des années 1950-1960 voit la reprise des Papeteries Delcroix par le grand papetier Wiggins Teape et la création d'un parc industriel non-polluant qui va aller d'extension en extension, un des premiers en Belgique sur le modèle américain[Lequel ?].
En septembre 1984, l'inauguration de la collégiale restaurée marque une étape du renouveau de la cité des Aclots.

## Héraldique
|  | La ville possède des armoiries qui lui ont été octroyées le 16 février 1847 et à nouveau le 9 mars 1979. Le blasonnement est identique aux deux attributions. Elles sont une combinaison entre une crosse rappelant l'influence de l'Abbaye de Nivelles et un petit bouclier des armoiries du Brabant. La ville s'est vu octroyer ses armoiries officiellement le 1er mai 1532 par l'Empereur Charles Quint. Ces armoiries montraient une croix rouge pour rappeler l'abbaye et déjà le bouclier du Brabant. Elles ont été utilisées jusqu'à la fin du XVIIIe siècle. On ignore pourquoi la croix a été remplacée par une crosse en 1847. Blasonnement : D'argent à une crosse abbatiale de gueules posée en pal, sur le tout de sable au lion d'or, armé et lampassé de gueules. Source du blasonnement : Heraldy of the World. |

## Politique et administration

### Conseil et collège communal 2024-2030
| Collège communal  |                   |                         |
| ----------------- | ----------------- | ----------------------- |
| Bourgmestre       | Bernard De Ro     | Les Engagés             |
| 1er Échevine      | Axelle Valembois  | Les Engagés             |
| 2e Échevine       | Victoire Scorey   | PluS pour Nivelles      |
| 3e Échevin        | Pascal Rigot      | Ecolo                   |
| 4e Échevin        | Charles Gourdin   | Les Engagés             |
| 5e Échevine       | Céline Scokaert   | PluS pour Nivelles      |
| Président du CPAS | Robert Vertenueil | PS - PluS pour Nivelles |

### Liste des bourgmestres
- Jean-Baptiste Dangonau (1770-1854), maire de 1811 à 1830.
- Géry Boucquéau, 1er bourgmestre de 1831 à 1832.
- Louis Dept, de 1832 à 1848.
- François Bette, de 1848 à 1850.
- Florent Castelain[8] (1844-1886), de 1850 à 1857.
- Albert Paradis, de 1857 à 1872.
- Jules de Burlet (1844-1897), du 22 août 1872 au 2 mars 1891.
- Jean-Joseph Carly (28/03/1824-19/12/1901),
  - 1er Échevin de 1872 à 1891.
  - Bourgmestre du 23 mars 1891 au 16 décembre 1895.
- Émile de Lalieux de La Rocq (1862-1918), du 16 décembre 1895 au 7 septembre 1918 :
  - Arrêté par les Allemands le 3 avril 1915, puis déporté en Allemagne le 20 juillet 1915 et mort en Suisse.
  - Charles Vanpée, faisant fonction du 4 avril 1915 au 25 juin 1916.
  - Ferdinand Delcroix, faisant fonction du 26 juin 1916 aux élections de 1919.
- Pierre de Burlet (1876-1938), des élections de 1919 au 20 août 1921.
- Jules Mathieu (1887-1943), du 21 août 1921 à 1926.
- Ferdinand Delcroix, de 1927 à 1933.
- Jules Mathieu, de 1933 au 14 avril 1937.
- Léon Jeuniaux[9] (1887-1946)[10], du 14 avril 1937 au 5 février 1946.
- Henri Tombeur :
  - Faisant fonction du 5 février 1946 au 21 janvier 1947.
  - Faisant fonction du 21 janvier 1947 à 1952.
- Ernest Benoît, de 1953 au 22 août 1962.
- Jules Bary[11] (1912-1977) :
  - Faisant fonction du 22 août 1962 au 25 septembre 1962.
  - du 26 septembre 1962 au 28 mars 1969.
- Désiré Guillaume (né à Jemeppe-sur-Sambre le 20 décembre 1901 et mort le 26 janvier 1988 :
  - Faisant fonction du 28 mars 1969 au 9 juin 1969.
  - du 10 juin 1969 au 31 décembre 1972[12].
- Alfred Scokaert (né à Frameries le 9 avril 1921 et mort le 21 août 2001), de 1973 à 1976.
- Marcel Plasman (né à Braine-l'Alleud le 23 décembre 1924 - mort à Nivelles le 28 juillet 2020), de 1977 au 2/05/1983.
- Lucien Glibert[13] (né à Baulers le 13 avril 1920 et mort le 9 juillet 2004), du 2/05/1983 au 9 mars 1989, libéral.
- Marcel Plasman (né à Braine-l'Alleud le 23 décembre 1924 - mort à Nivelles le 28 juillet 2020), du 9 mars 1989 au 2 janvier 1995, (social-chrétien - Liste Nivelles-Nouvelle).
- Maurice Dehu (né à Charleroi le 27 avril 1952-),
  - 1er Échevin du 9 mars 1989 au 3 janvier 1995.
  - Bourgmestre du 3 janvier 1995 au 11 octobre 2006.
- Pierre Huart (né à Nivelles le 12 mars 1962-), (libéral - Liste MR-UNi en 2006 - Liste du Bourgmestre en 2012 et 2018).
  - Bourgmestre du 11 octobre 2006 au 2 décembre 2024[14].
- Bernard De Ro (Les Engagés)
  - Bourgmestre du 2 décembre 2024 à aujourd'hui.

### Jumelage
La ville de Nivelles est jumelée avec :
- Saintes (France) ;
- Saint-Just-en-Chaussée (France)[15].

### Justice

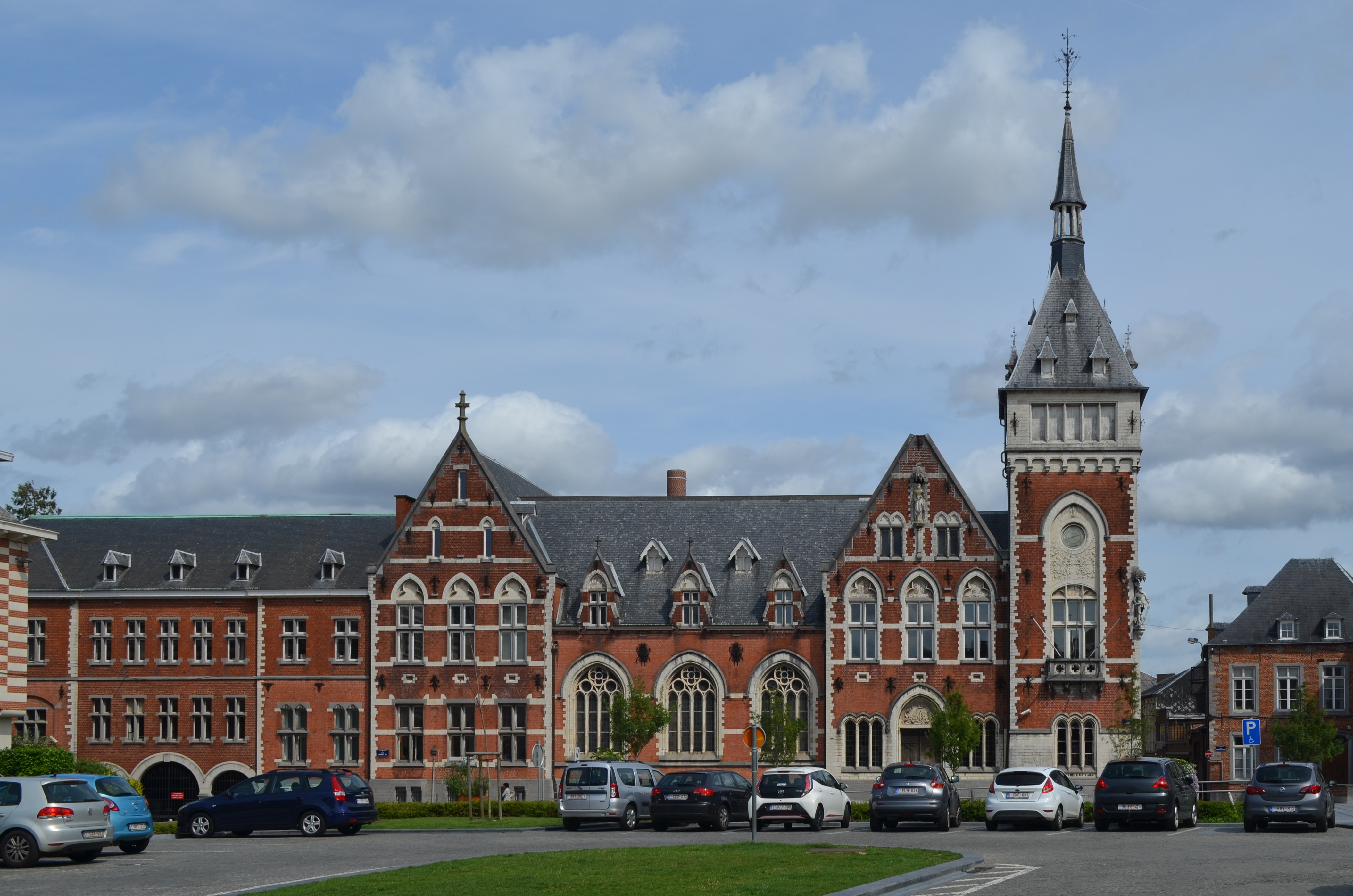
Le palais de Justice, (XIXe siècle).

Nivelles est le siège du l'arrondissement judiciaire du Brabant wallon.
On compte 4 lieux de justice à Nivelles:
- Le palais de justice situé Place Albert 1er, 17 qui abrite le greffe correctionnel, le Parquet et le barreau du Brabant wallon. S'y tiennent les audiences correctionnelles du Tribunal de première instance. Depuis le début de la pandémie COVID-19, certaines audiences civiles se tiennent également au palais.
- L'annexe de la rue de Soignies, qui abrite le greffe civil. S'y tiennent les audiences civiles du Tribunal de première instance, largement délocalisées vers d'autres palais depuis le début de la pandémie COVID-19.
- Le Palais 2, situé rue Clarisse 115. Inauguré en novembre 2001[16]. Il abrite le Tribunal de l'entreprise du Brabant wallon[17], le Tribunal du Travail du Brabant wallon[18], la justice de Paix du canton de Nivelles[19], le Tribunal de Police du Brabant wallon - division Nivelles[20] et la salle de la cour d'Assises du Brabant wallon. Les audiences de ces juridictions se tiennent au palais 2. Depuis le début de la pandémie COVID-19, certaines audiences civiles du Tribunal de première instance du Brabant wallon s'y tiennent également.
- La section jeunesse/protectionnelle du Tribunal de première instance du Brabant wallon est établie avenue Jean Monnet, 12 sur le site Les Portes de l'Europe.

## Patrimoine et culture

### Monuments et curiosités
- La collégiale Sainte-Gertrude de Nivelles, de style roman, porte le nom de sainte Gertrude (la sainte patronne des Aclots) et son célèbre Jean de Nivelles, jacquemart qui sonne les heures accroché à la tourelle sud et qui date du XVe siècle.
- La Grand-Place.
- L'église des récollets du XVIe siècle.
- Le couvent des Récollets de Nivelles.
- Le musée d'archéologie, d'art et d'histoire. Installé dans une maison du XVIIIe siècle, ce musée présente d'intéressantes collections d'art régional et complète admirablement la visite de la collégiale. On y admire en particulier quatre statues d'apôtres en calcaire provenant du jubé gothique de cette dernière, une somptueuse tapisserie de Bruxelles (XVIe siècle) et une belle collection de « bozzetti » (projets en terre cuite) baroques du sculpteur Laurent Delvaux (1696-1778), dont les trois allégories pour la façade en hémicycle des appartements de Charles-Alexandre de Lorraine à Bruxelles. Au deuxième étage, on découvre les salles d'archéologie s'échelonnant de la préhistoire à la civilisation de la Gaule romaine.
- Le Vaux-hall, centre culturel qu'on a longtemps appelé focsal, où l'on peut trouver outre la salle de spectacle, une bibliothèque publique.
- Nivelles a possédé également un circuit automobile, le circuit de Nivelles-Baulers qui a notamment accueilli des courses de Formule 1 dans le cadre du Grand Prix automobile de Belgique en 1972 et 1974. Celui-ci a depuis perdu son affectation pour être transformé en zone industrielle.
- La statue de Jean Tinctoris (1435-1511).
- Le séminaire dicocésain créé par François Buisseret, évêque de Namur en 1605[21], situé rue Al'Gaille, transformé en 1844 pour accueillir l'école normale et détruite par l'incendie du 3 février 1920.

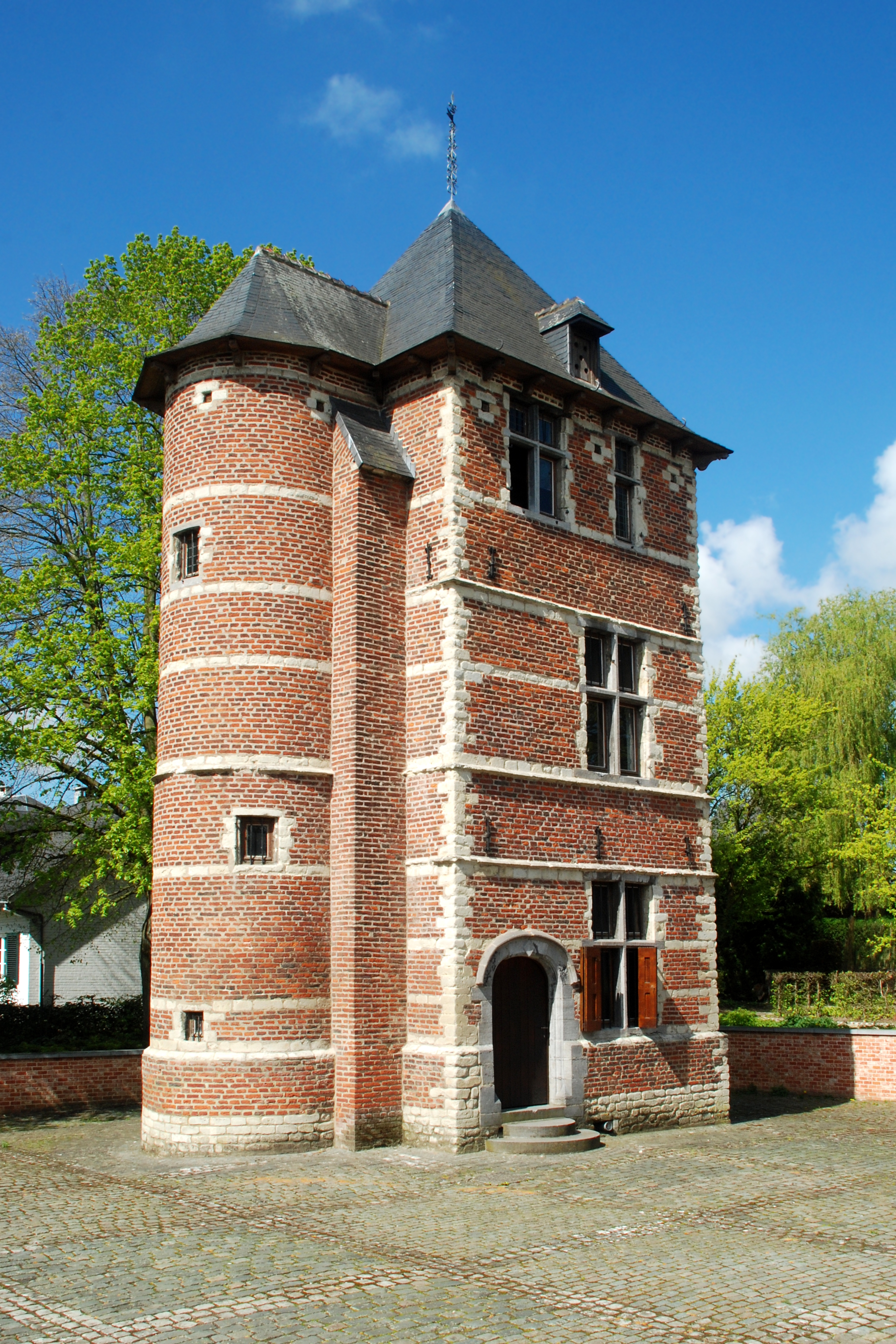
La Tourette de Nivelles.
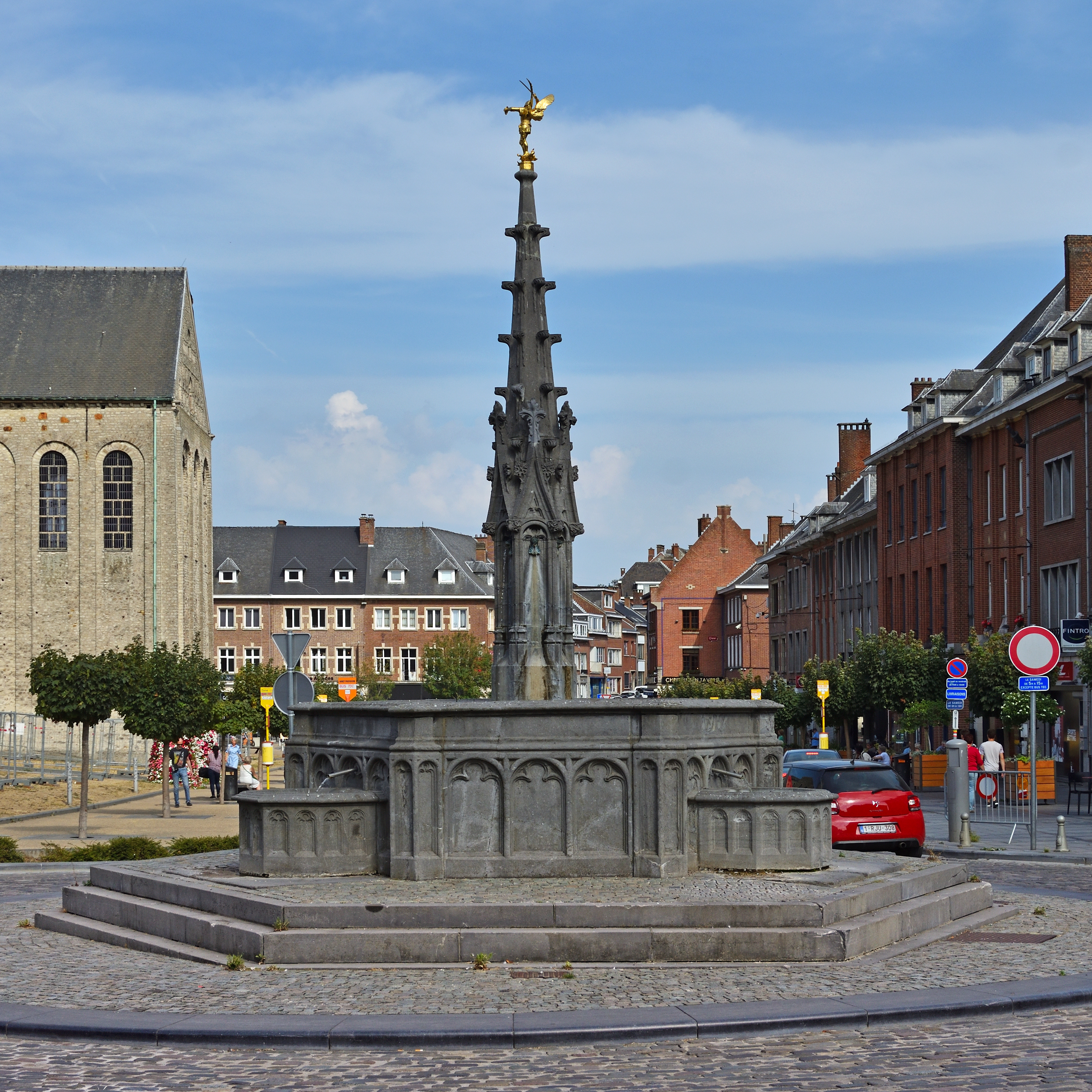
La fontaine perron situé sur la grand'place.
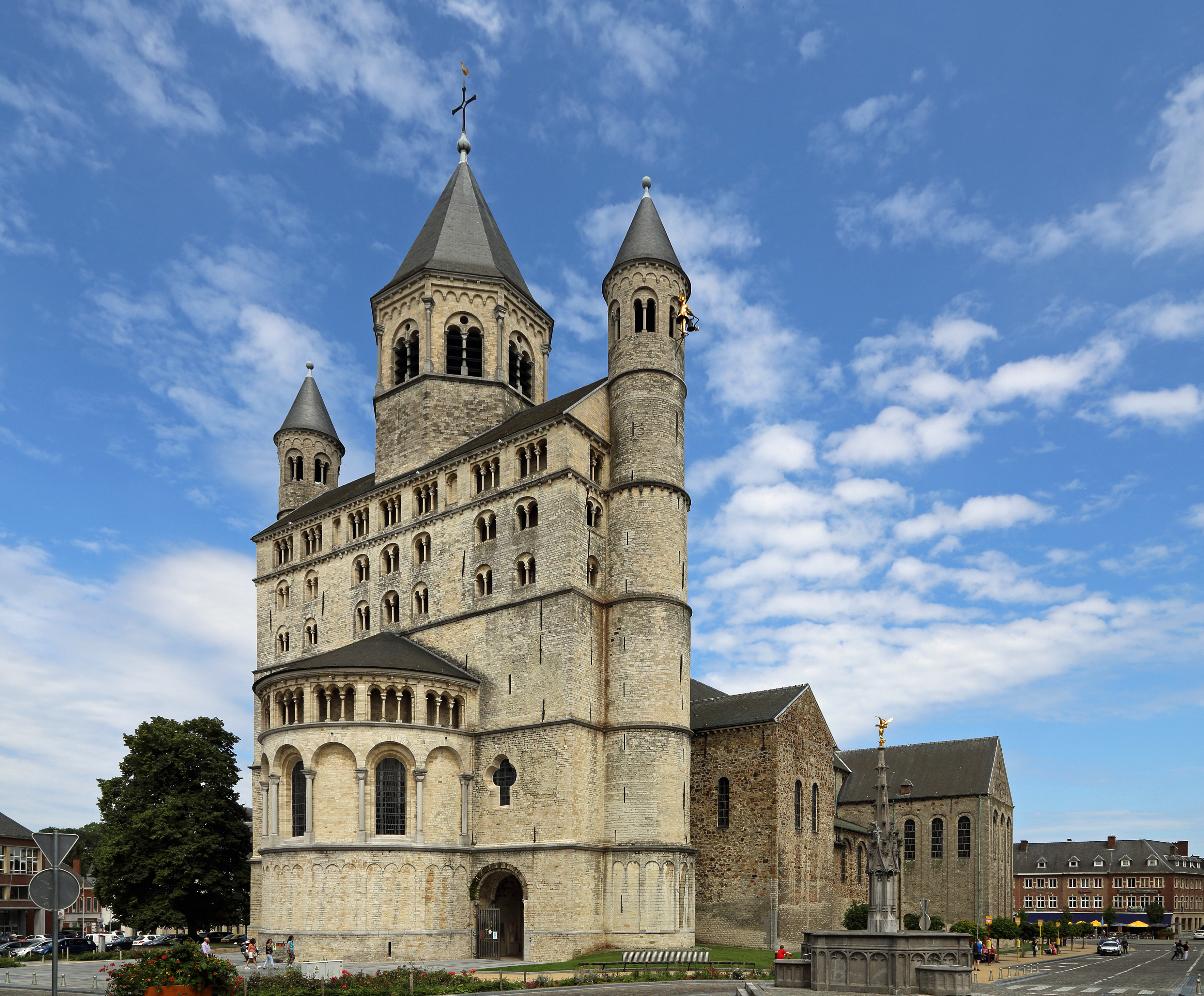
La collégiale Sainte-Gertrude.
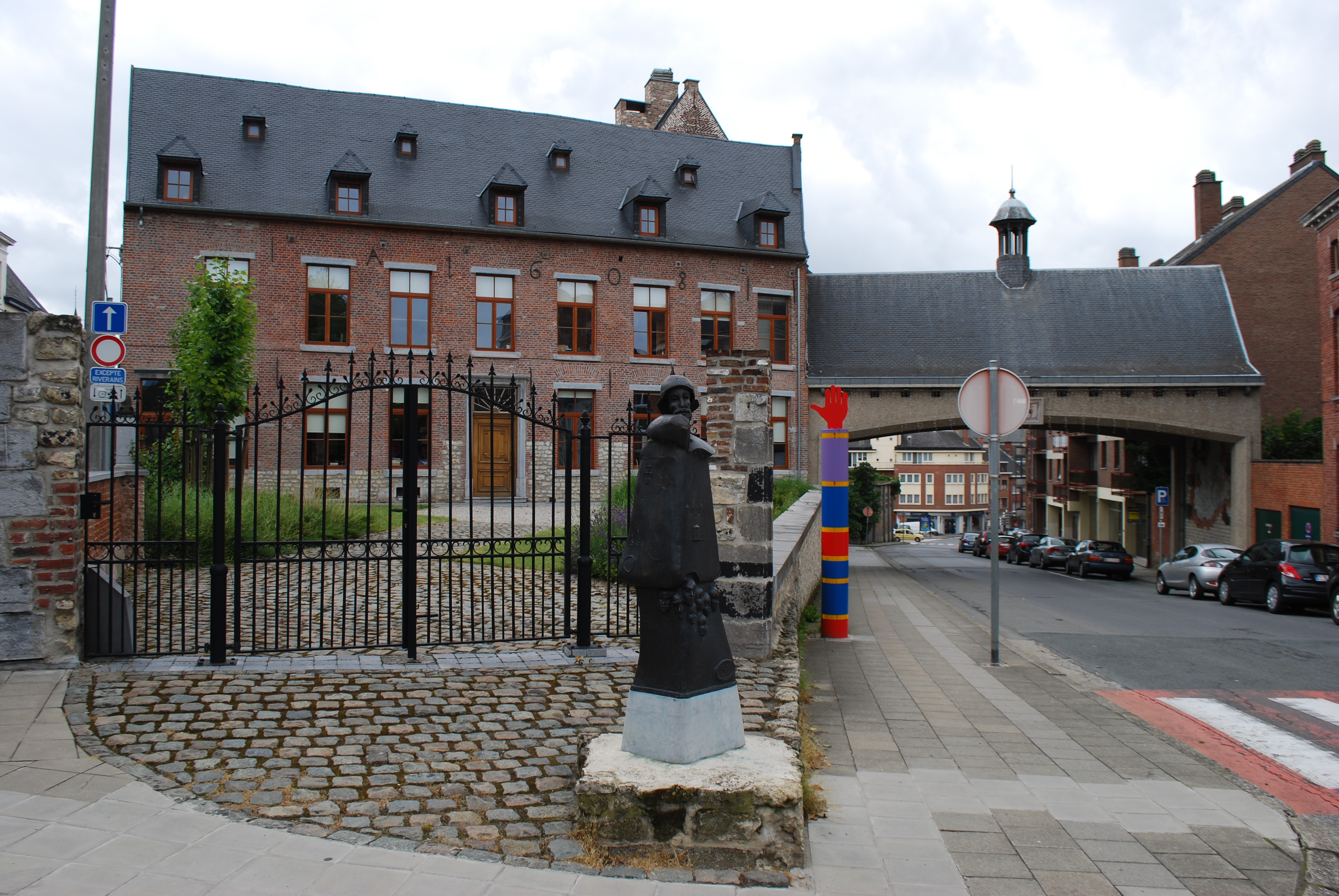
La rue de Saintes.
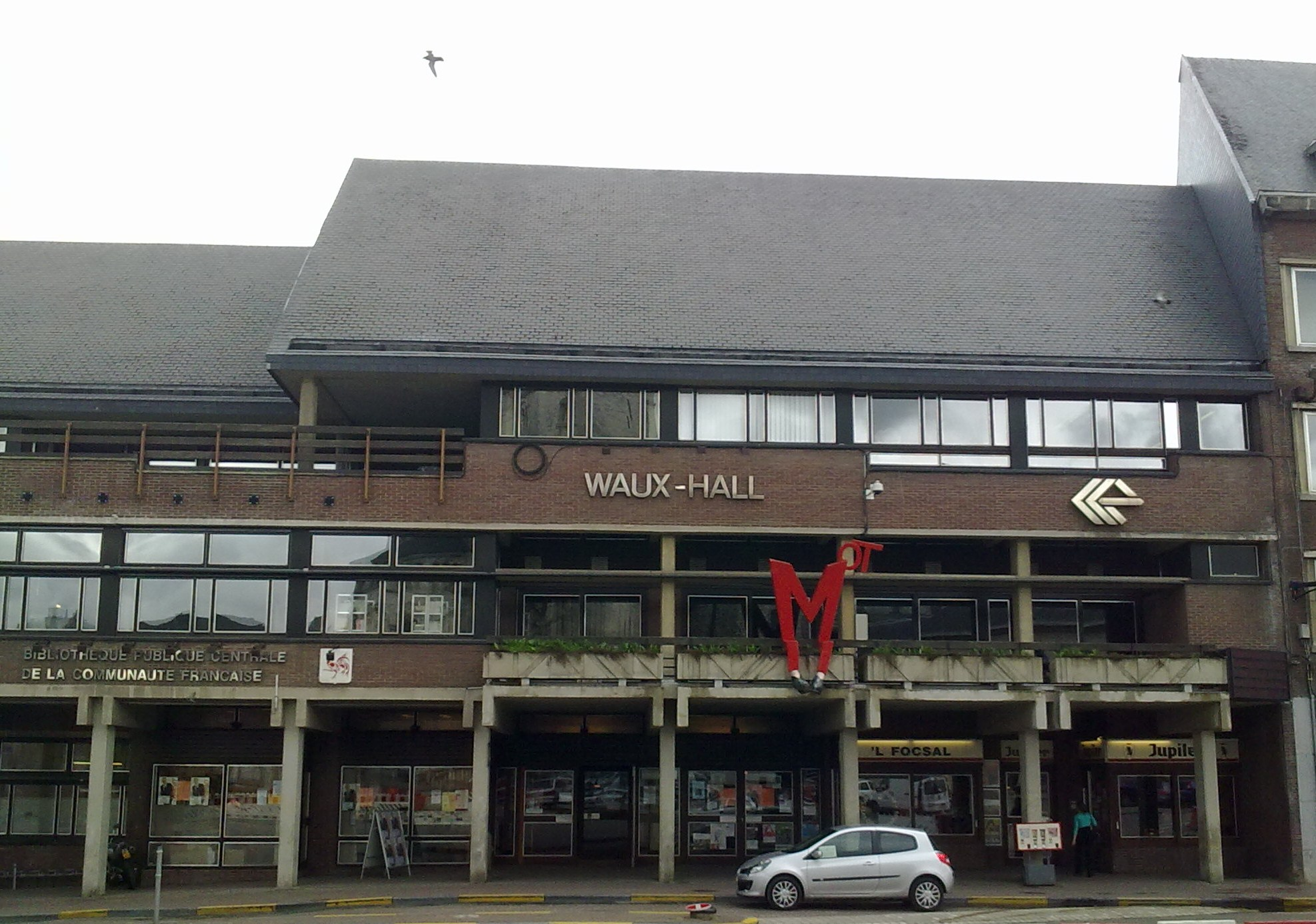
Le Waux-Hall.
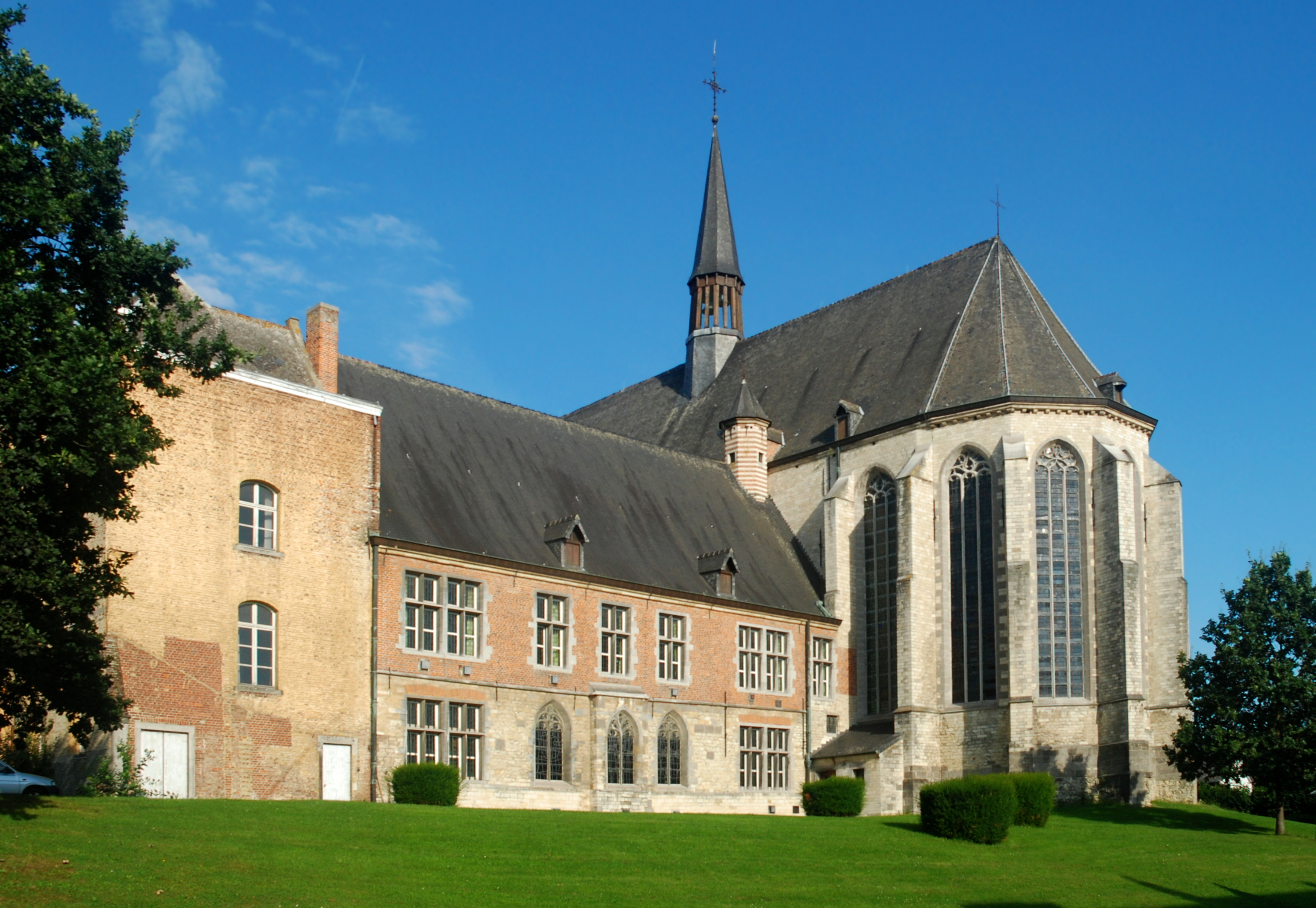
L'ancien couvent des Récollets.
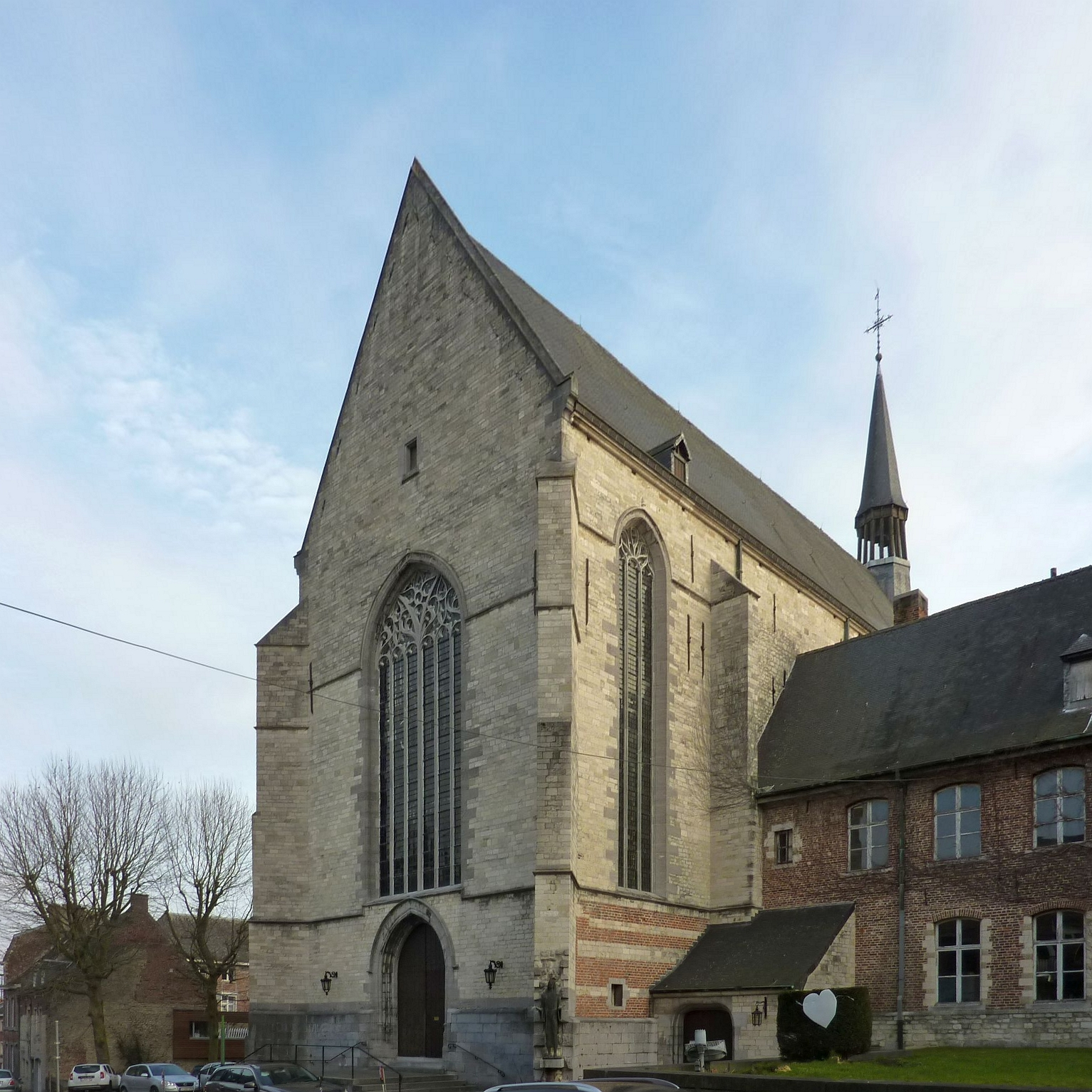
L'église Saint-Nicolas et Saint-Jean.
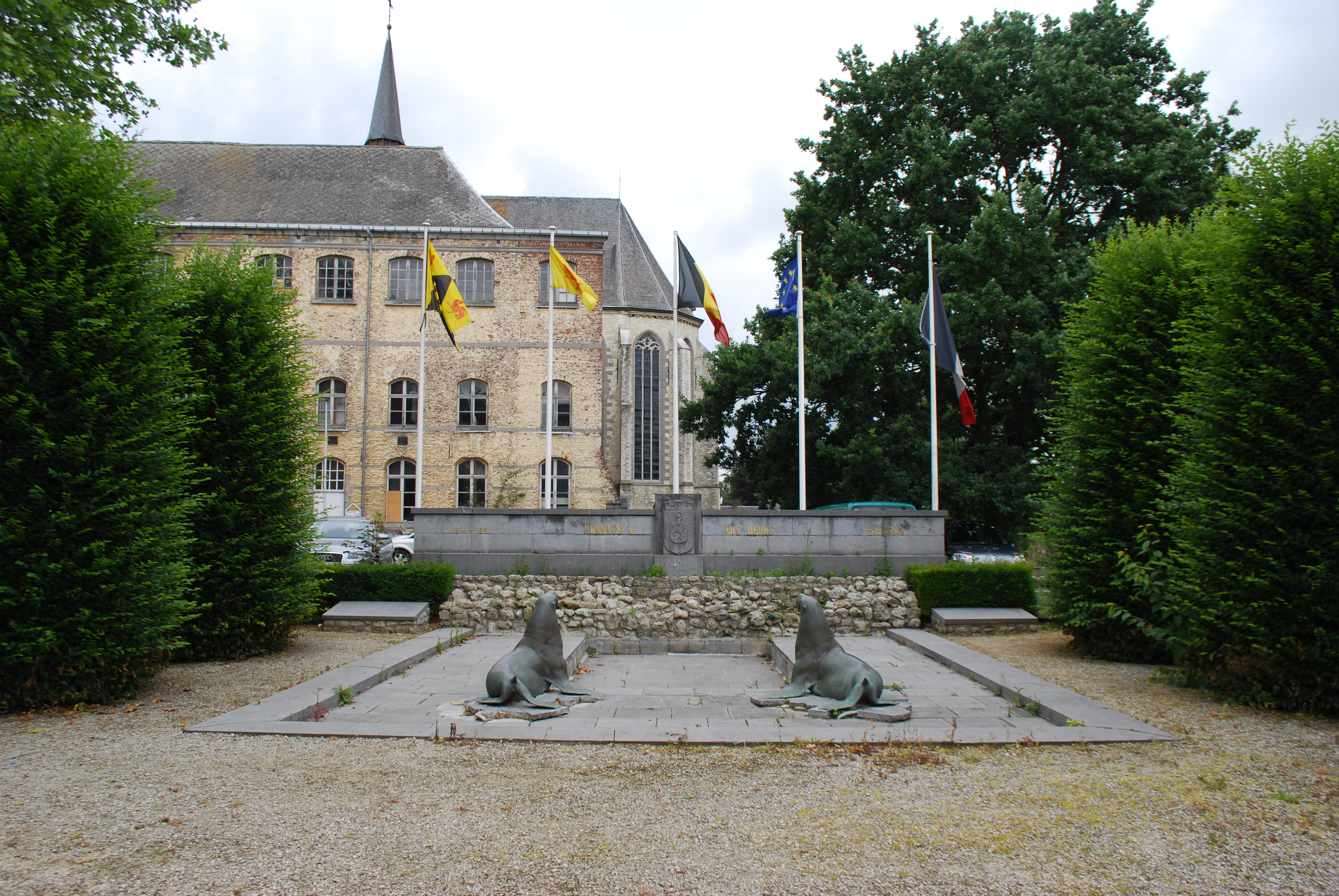
Le monument aux morts.
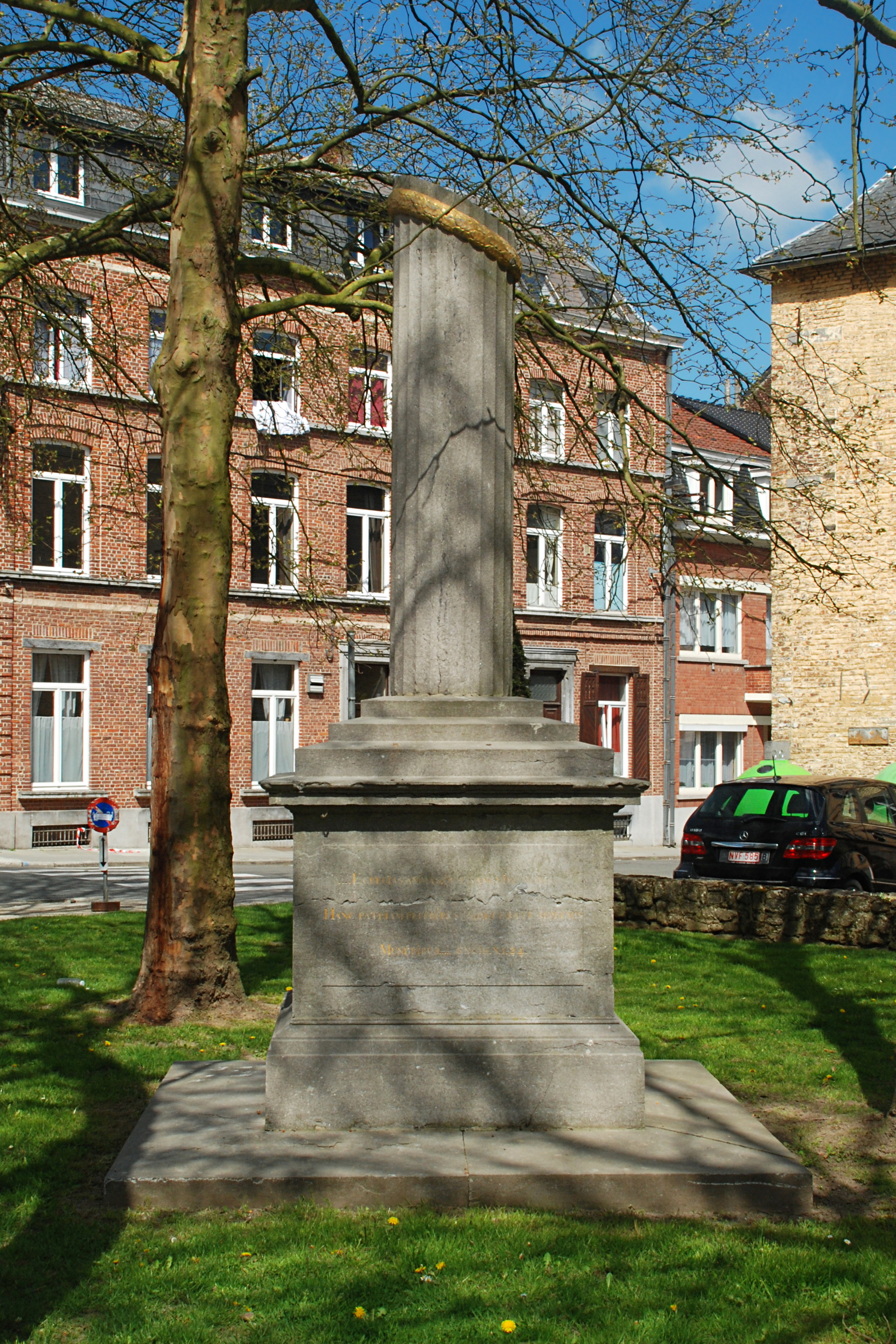
Colonne aux volontaires de 1830.

### Culture

#### Traditions et folklore

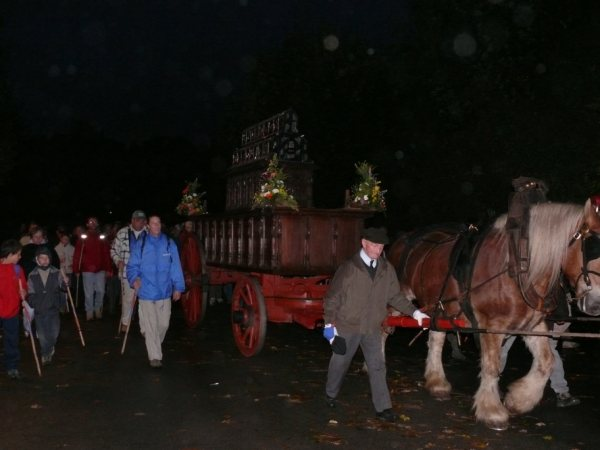
Le char à l'aube (début du tour Sainte-Gertrude).

- Le Tour Sainte-Gertrude[22] : a lieu à la Saint-Michel (29 septembre) quand ce jour tombe un dimanche ou le dimanche qui suit quand la Saint-Michel tombe en semaine. Il trouve ses origines au XIIIe siècle et atteint son apogée au XVe siècle. Aujourd'hui, il attire encore de mille à deux mille pèlerins. Long de 17 km, il suit un trajet qui passe à certains moments à travers champs. Ce trajet retrace le parcours qu'effectuait régulièrement sainte Gertrude pour aller rendre visite aux pauvres et aux malades des alentours de l'abbaye de Nivelles afin de les aider. Le char du XVe siècle portant la châsse de la sainte est tiré par six chevaux de trait brabançons. Au retour, la rentrée s'effectue en compagnie des géants nivellois (Argayon) et de leur ménagerie, des chanoinesses en costumes du XVIIe siècle, des mouvements de jeunesse de l'entité, du clergé, des autorités communales et de personnages déguisés en habits d'époque. Pour l'occasion, la ville se transforme en cité médiévale le long de la collégiale. En 2020 il s'agira de la 744e édition de cette procession qui est reprise parmi les chefs-d’œuvre du Patrimoine oral et immatériel de la Fédération Wallonie-Bruxelles.
- Le carnaval de Nivelles : a lieu le dimanche des Brandons. Le carnaval commence déjà le samedi avec le carnaval des enfants et, après le grand cortège carnavalesque du dimanche, il continue le lundi soir avec le carnaval Aclot, pour se terminer le mardi avec le Raclot.
- La foire agricole qui a lieu le lundi de Pentecôte.
- La grande braderie de l'Ascension.
- La fête des Géants de Baulers depuis quelques années.

#### Pèlerinage de Compostelle
Nivelles est une étape wallonne sur la Via Gallia Belgica du pèlerinage de Saint-Jacques-de-Compostelle, qui se prolonge par la via Turonensis en France. L'étape notable précédente est Genappe ; la suivante est Seneffe ou Le Rœulx. C'est un point de jonction avec les pèlerins venant de Bruxelles.

#### Gastronomie
Les spécialités culinaires locales sont la « double » et la célèbre « tarte al djote », défendues par la Confrérîye dèl Târte al Djote qui remet chaque année des labels de qualité aux artisans méritants.
La ville produit aussi ses propres bières :
- l'Archiduc : bière ambrée ancestrale, produite dès 1888 par la brasserie Duvieusart. Cette brasserie est, à cette époque, l'une des nombreuses que comptait la ville de Nivelles. Elle sera la dernière à cesser ses activités, en 1955, à la suite d'un incendie. L'Archiduc a depuis été relancée par la Confrérie de Jean de Nivelles qui a reçu de la famille Duvieusart la recette d'origine ;
- la Djan d'Nivèle : bière blonde également défendue par la Confrérie de Jean de Nivelles ;
- la Gertrude ;
- l'Aclote ;
- bières fabriquées à Nivelles par la brasserie Belgo Sapiens (http://belgosapiens.be/?page_id=439&lang=fr) :
  - la Cheval Godet (triple et double),
  - la colonel Arch,
  - la P'tit Granit,
  - la Blanche de Thines,
  - la Polarius ;
- les bières Saint-Jean (Baulers) :
  - la 1400.

## Enseignement

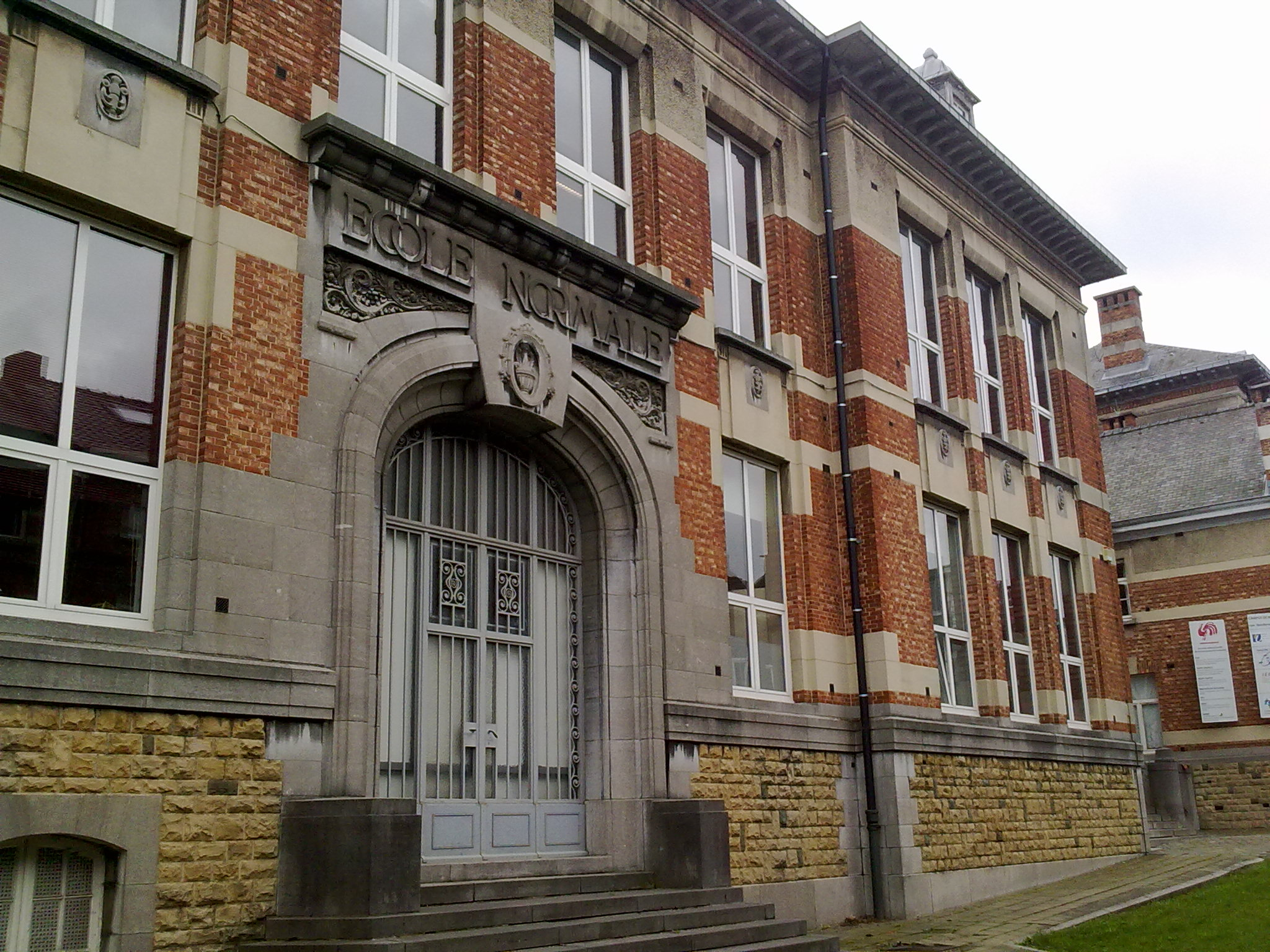
L'école normale (IESP), rue Émile Vandervelde.

La ville possède de nombreuses écoles primaires et sept écoles secondaires.
Parmi les écoles primaires :
- L'athénée royal section primaire Bléval et Tumerelle.
- L'école fondamentale de l'institut de l'Enfant-Jésus.
- L'école fondamentale de l'institut du Sacré-Cœur.
- L'école fondamentale du Béguinage.
- L'école communale André Hecq.
- L'école communale de Bornival.
- L'école communale de la Maillebotte.
- L'école Saint-Michel.
- L'école Sainte-Thérèse.

Parmi les écoles secondaires :
- L'athénée royal de Nivelles (ARN).
- Le collège Sainte-Gertrude.
- L'institut de l'Enfant-Jésus.
- L'institut du Sacré-Cœur.
- L'institut provincial d'enseignement technique (IPET).
- L'institut provincial des arts et métiers (IPAM).
- L'école provinciale des métiers (EPM).

Pour les études supérieures, on y retrouve :
- L'institut d'enseignement supérieur pédagogique (IESP, dit l'école normale, faisant partie de la Haute École Bruxelles-Brabant, HE2B).
- Le centre d'études provincial d'enseignement supérieur (CEPES, faisant partie de la Haute École Lucia de Brouckere, HELdB).

En outre, il existe aussi un institut provincial de promotion sociale et de formation continuée (IPFC).

## Économie
La ville fonde principalement son économie sur :
- sa zone industrielle, dont le site de Dynali Helicopter Company ;
- son centre commercial, complètement rénové et agrandi en 2012 ;
- ses restaurants, brasseries et commerces, ces derniers étant situés dans le centre et au sud de la ville.

### Mobilité et transport
Nivelles possède une gare SNCB et est desservie par plusieurs lignes du TEC Brabant wallon.

#### Gare SNCB

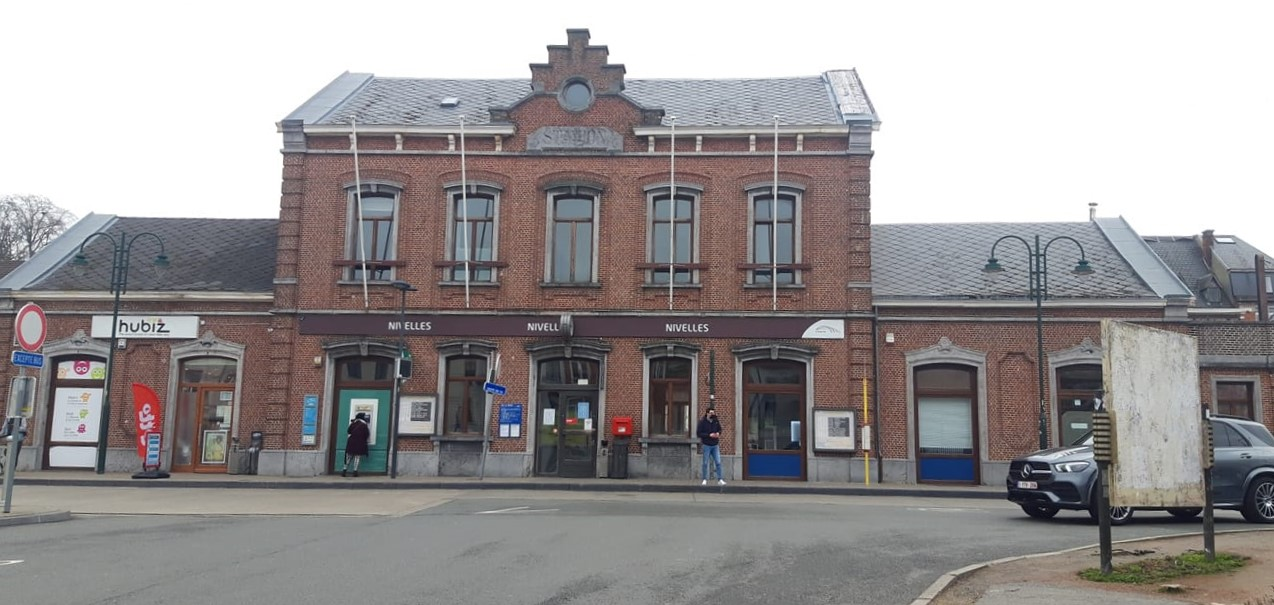
L'ancienne gare de Nivelles.

La gare de Nivelles (anciennement Nivelles-Est) est une gare importante de la ligne 124 reliant Charleroi à Bruxelles. Elle est destinée à devenir une gare terminus du réseau express régional bruxellois (ligne S1) en cours de construction.
Actuellement[Quand ?], des trains InterCity (IC) partent de Nivelles toutes les demi-heures (toutes les heures le week-end) vers le nord, à destination de Bruxelles, Anvers et sa province, ainsi que vers le sud, à destination de Charleroi. Il existe également des trains omnibus (S1) qui relient toutes les demi-heures (toutes les heures les dimanches) Nivelles à Bruxelles, continuant vers Anvers. De nombreux trains d'heures de pointe (P) ont également pour arrêt la gare de Nivelles, certains allant jusque Châtelet, Tamines et Jemeppe-sur-Sambre.

#### Mobilité douce
Nivelles est traversé par un RAVeL, le RAVeL 141. Ce RAVeL est situé sur l'ancienne ligne de chemin de fer qui reliait Manage à Ottignies. Il est actuellement en RAVeL entre Genappe - Nivelles - Arquennes et en Pré-RAVeL entre Arquennes et Seneffe.

## Sports et vie associative

### Sport
- Le Royal Pingouin Hockey Club Nivellois, un club de hockey sur gazon.
- Le Royal Cercle Sportif Nivellois (RCSN), Club de football.
- Le Stade Nivellois, Club de rugby.
- LA LICORNE, Club d'escrime.
- Le Royal Smashing Club Nivellois[24], Club de tennis.
- L'Argayon, Club de tennis.
- Le Cercle Athlétique du Brabant Wallon (CABW).
- Le Royal Nivelles Basket Ball (RNBB).
- Le Kin Ball club de Nivelles.
- La Francis Lorand Academy, un club d'aiki-jujitsu, un art martial japonais complet.
- Le Shi Zen Dojo, école d'aïkido (membre de l'AFA et de l'Aïkikaï Hombu Dojo de Tokyo).
- Le Badminton Club Nivellois.

#### Infrastructures sportives
- Piscine de la Dodaine.
- Le Gymnasium.
- Salle omnisports.

## Personnalités liées à la commune

### Par ordre chronologique de naissance
- Itte Idoberge ou Itte de Nivelles (592 - 652) : fondatrice de l'abbaye de Nivelles.
- Gertrude de Nivelles (626 - 659) : première abbesse de Nivelles.
- Marie d'Oignies (née à Nivelles en 1177) : mystique et thaumaturge du Brabant.
- Johannes Tinctoris (1435 - 1511), chanoine de Nivelles : compositeur, musicien et théoricien de la musique.
- François d'Arlin (Dôle, ca. 1538 - 23 mai 1641), chevalier, seigneur de Bornival et de Grambais, commandant de la ville de Nivelles (av. 1604), Gouverneur de Mariembourg, capitaine d'une compagnie d'infanterie bourguignonne puis de cavalerie, édificateur de l'église de Bornival.
- Emmanuel François de Prelle dit Compère (1629 - 1700), licencié ès-lois : bailli de la terre et Marquisat d'Aiseau, premier juré de la ville de Nivelles.
- Jean Emmanuel Tricot (1704 - 1774), licencié en médecine : médecin de la Cour de S.A.R. le duc Charles-Alexandre de Lorraine, syndic du couvent des Récollets de Nivelles, homme de fief d'Arquennes.
- Emmanuel de Perceval (né à Nivelles en 1731, décédé à Malines en 1800) : Conseiller de la Cour d'Autriche
- Pierre-Pomponne-Amédée Pocholle (1764-1831) : Conventionnel et régicide en exil.
- Laurent Delvaux (décédé à Nivelles en 1778) : sculpteur.
- Paul Wyvekens (Nivelles, 1788 - 6 mars 1845), juriste, membre du Congrès national de Belgique.
- Louis Seutin (né à Nivelles en 1793, décédé à Bruxelles en 1862) : médecin en chef de l'armée belge après la révolution, sénateur, un des fondateurs de l'Université libre de Bruxelles et de l'Académie royale de médecine, fait baron par Léopold 1er de Belgique.

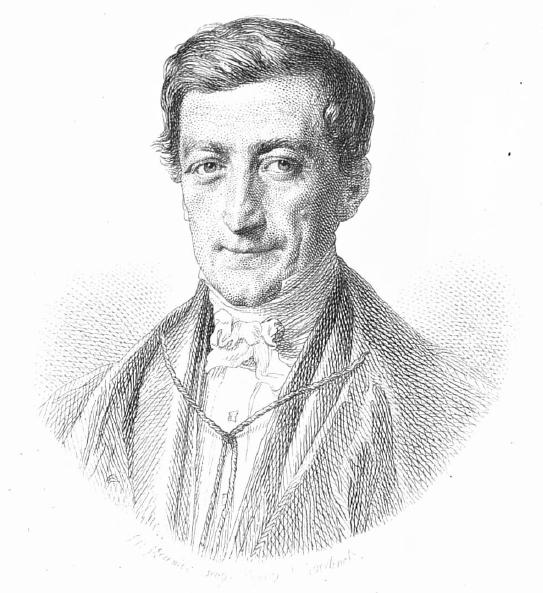
François Baguet 1801-1867. Professeur et pédagogue.

- François Nicolas Joseph Baguet (né à Nivelles le 14 mai 1801-mort à Louvain le1er décembre 1867), membre de l'Académie royale des sciences, des lettres et des beaux-arts de Belgique, professeur à l'université de Louvain[Note 2], pédagogue.
- Charles de Prelle de la Nieppe (1803-1847), docteur en droit, échevin de la ville de Nivelles, major de la garde civique de Nivelles, capitaine commandant de première classe au régiment d'élite (grenadiers).
- Charles Le Brun (1805-1865), échevin de la ville de Nivelles, géomètre, grand-père de Marie, épouse Thumas.
- Alexandre Namèche (1811-1893), premier directeur de l'École normale, historien.
- Thomas Braun Sr (1814-1906), directeur de l'École normale de Nivelles : pédagogue.
- Louis Coulon (né à Nivelles en 1819-1855), peintre belge actif à Paris.
- Théodore Joseph Coulon (né à Nivelles 1822-1874), frère de Louis Coulon, artiste lyrique établi à Paris.
- Henri Delmotte (1822-1884), auteur.
- Jules de Burlet (né à Nivelles en 1844 et mort à Nivelles en 1897), avocat, bourgmestre, Premier ministre, ministre des Affaires étrangères, ministre de l'Intérieur et de l'Instruction publique, député et sénateur.
- Alexandre Braun (né à Nivelles en 1847-1935), avocat, sénateur.
- Emile Braun, baron (né à Nivelles en 1849-1927), ingénieur, bourgmestre de Gand.
- Armand Merlon (né à Nivelles en 1859-1903), prêtre.
- Émile de Lalieux de La Rocq (né à Nivelles en 1862 - 1918) : Ancien bourgmestre de Nivelles.
- Charles Temperman (Lille 1870 - ) Architecte et sculpteur établi à Nivelles en 1892[25].
- Georges de Burlet (né à Nivelles en 1871, mort en 1899), docteur en droit et artiste peintre.
- Albert du Bois (1872 - 1940), comte : homme de lettres, diplomate et précurseur du Mouvement wallon.
- Pierre de Burlet (né à Nivelles en 1876, mort à Nivelles en 1938), député et bourgmestre de Nivelles.
- Paul Collet (né à Nivelles en 1889, décédé à Nivelles en 1952), avocat et bâtonnier du Barreau de Nivelles : artiste et homme de lettres.
- Ivan Colmant (1892-1976), grande figure de la Résistance.
- Arthur Masson (né en 1896-1970), professeur de français à l'Athénée royal de Nivelles (1922-1946), homme de lettres.
- Joseph Simler (mort à Nivelles en 1905), prêtre marianiste, 4e supérieur général de la Société de Marie (Marianistes) (1876-1905).
- Henriette Hanotte dite Monique, résistante belge pendant la Seconde Guerre mondiale née le 10 août 1920 et morte le 19 février 2022 à Nivelles. Dès l'âge de dix-neuf ans, elle aide près de 140 aviateurs à fuir de la Belgique occupée vers la France dans le cadre du réseau Comète.
- Jean Ladrière (né à Nivelles en 1921 et décédé le 26 novembre 2007 - obsèques à Nivelles), philosophe et logicien, président de l'Institut supérieur de philosophie.
- Jacques Lippe (né à Nivelles en 1925 et décédé le 21 septembre 1990), comédien.
- Guillaume de Prusse (mort à Nivelles en 1940), petit-fils de Guillaume II empereur allemand.
- Noël Levêque (né à Nivelles en 1948), entraîneur sportif et consultant à la RTBF.
- Serge Goldwicht (né à Nivelles 1954, peintre, dessinateur et vidéaste.
- Didier Theys (né à Nivelles en 1956), pilote automobile.
- Christian Hecq (né à Nivelles en 1964), comédien.
- Virginie Hocq (né à Nivelles en 1975), comédienne.
- Dino Arslanagić (né à Nivelles en 1993), footballeur.
- Ludovic Robeet (né à Nivelles en 1994), coureur cycliste.
- Mojahed Naim (né en 2000), Jiu jitsuka.

### Familles
- Famille de Beyens de Grambais, seigneurs de Grambais.
- Famille de Burlet.
- Famille Fortamps.
- Famille de Le Hoye.
- Famille Le Brun (ou Lebrun).
- Famille Marcq, seigneurs de Tiège.
- Famille de Montpellier.
- Famille de Mulder, brasseurs à la fin du XIXe siècle.
- Famille de Perceval.
- Famille de Prelle de la Nieppe.
- Famille Le Prince.
- Famille Servais[Note 3].
- Famille Sibille, notaires et hommes de loi du XVIIe siècle au début du XXe siècle.
- Famille le Sire.
- Famille Tricot.